# Dendrobium piranha
Dendrobium piranha är en orkidéart som beskrevs av Chu Lun Chan och Phillip James Cribb. Dendrobium piranha ingår i släktet Dendrobium, och familjen orkidéer. Inga underarter finns listade i Catalogue of Life.